# 布特大樓 (卡迪夫)

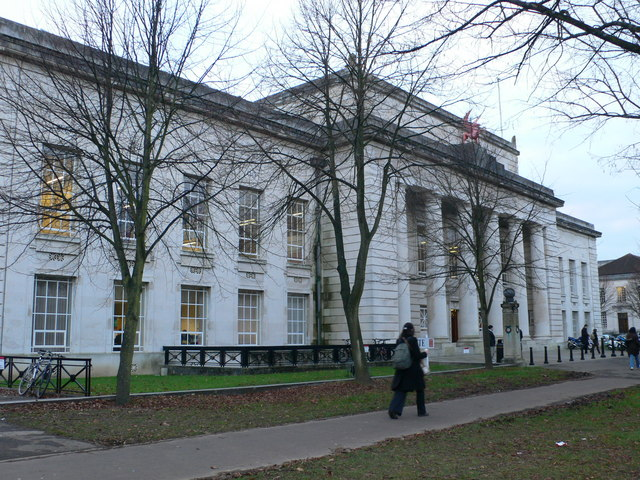
布特大樓

布特大樓（Bute Building）是英國威爾斯卡迪夫大學的一座建築。該建築現在是威爾斯建築學院和加迪夫新聞、媒體和文化學院的校舍。布特大樓是一座II級登錄建築。

## 外部連結
- 维基共享资源上的相關多媒體資源：布特大樓

51°29′11″N 3°10′58″W / 51.48652°N 3.18264°W